# Сабина Вюртембергская
Сабина Вюртембергская (нем. Sabine von Württemberg; 2 июля 1549, Мёмпельгард — 17 августа 1581, Ротенбург) — принцесса Вюртембергская, в замужестве первая ландграфиня Гессен-Кассельская.

## Биография
Сабина — дочь герцога Кристофа Вюртембергского и его супруги Анны Марии Бранденбург-Ансбахской, дочери маркграфа Георга Бранденбург-Ансбахского.
11 февраля 1566 года в Марбурге Сабина вышла замуж за ландграфа Вильгельма IV Гессен-Кассельского, брат которого уже был женат на старшей сестре Сабины Гедвиге. Свадьбу праздновали с большим размахом. Ландграфиня занималась благотворительностью и открыла в Касселе придворную аптеку, которая обеспечивала лекарствами не только двор, но и всё население города. Брак Сабины и Вильгельма считался счастливым. Вильгельм в своём первом завещании назначил Сабину регентом при старшем сыне Морице на случай своей преждевременной смерти, но Сабина умерла раньше своего мужа в 1581 году. В новом завещании Вильгельм объявил своего сына совершеннолетним. Сабина похоронена в церкви Святого Мартина в Касселе.

## Потомки
- Анна Мария (1567—1626), замужем за графом Людвигом II Нассау-Саарбрюккенским (1565—1627)
- Гедвига (1569—1644), замужем за графом Эрнстом Гольштейн-Шаумбургским (1569—1622)
- Агнесса (1569—1569)
- София (1571—1616)
- Мориц (1572—1632), ландграф Гессен-Касселя, женат на графине Агнессе Сольмс-Лаубахской (1578—1602), затем на графине Юлиане Нассау-Дилленбургской (1587—1643)
- Сабина (1573—1573)
- Сидония (1574—1575)
- Кристиан (1575—1578)
- Елизавета (1577—1578)
- Кристина (1578—1658), замужем за герцогом Иоганном Эрнстом Саксен-Эйзенахским (1566—1638)
- Юлиана (1581—1581)